# Tétraquark

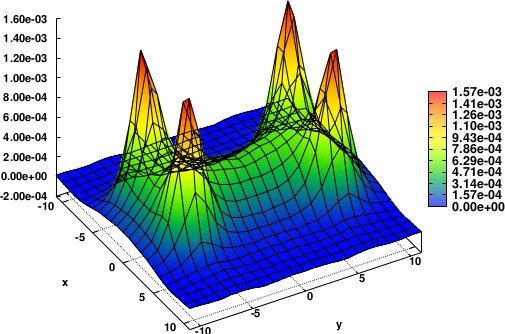
Des tubes de flux de couleur produits par quatre charges statiques de quarks et d'antiquarks. Le confinement en chromodynamique quantique conduit à la production de tubes de flux reliant les charges de couleur. Les tubes de flux agissent comme des potentiels attrayants en forme de corde.

En physique des particules, un tétraquark est un méson exotique composé de quatre quarks. Les tétraquarks peuvent être considérés comme des particules virtuelles, tant leur durée de vie est courte.
L'existence des tétraquarks est prédite théoriquement dans les années 1960 dans le cadre de la chromodynamique quantique. La recherche des tétraquarks (et des pentaquarks) devient un sujet d’étude à part entière en physique expérimentale, et plusieurs tétraquarks sont produits au LHC, de types cccc et cqqq,. D'autres types de tétraquarks sont produits par la suite.
La collaboration LHCb annonce en juillet 2021 la mise en évidence du tétraquark Tcc+ (ccqq),, et en juin 2022 celle du tétraquark Tcc+ (ccud) ; ce dernier a une demi-vie supérieure à 100 µm/c, soit deux ordres de grandeur au-dessus de celles des tétraquarks connus antérieurement (de l'ordre de 10−23 s),,.
Malgré ces découvertes on ne sait toujours pas, en 2023, si les tétraquarks sont de véritables particules composites ou bien des « molécules » associant deux mésons (par exemple cs̄ et c̄s pour un tétraquark cc̄ss̄). On espère une réponse à l'issue de la troisième période d'exploitation du LHC, quatre ans plus tard.

## Histoire
En 2003, la résonance X(3872), découverte dans le cadre de la collaboration BELLE, devient l'un des premiers candidats pour l'existence d'un tétraquark,. Le « X » indique que le nom de la particule est temporaire et que certaines de ses propriétés doivent encore être testées. Le chiffre suivant indique la masse de la particule (en MeV/c2).
En 2007, l'équipe de l'expérience BELLE annonce l'observation de Z(4430), un candidat tétraquark qui aurait la composition ccdu. L'équipe du LHCb confirmera en 2014 l'observation de cette configuration avec une précision dépassant 13,9 σ,.
La résonance Y(4660), également observée par BELLE en 2007, pourrait également être un tétraquark.
En 2009, le Fermilab annonce la découverte de Y(4140) (en), un autre candidat tétraquark.
En 2010, deux physiciens du Deutsches Elektronen-Synchrotron et un physicien de l'université Quaid-i-Azam réanalysent les résultats d'expériences antécédentes et annoncent, en lien avec le méson ϒ(5S), qu'une résonance tétraquark existe effectivement,.
En juin 2013, la collaboration BELLE et le collisionneur électron-positron de Pékin rapportent indépendamment l'observation de Zc(3900) (en),,.
En 2016, l'Organisation européenne pour la recherche nucléaire confirme les premiers succès d'une expérience préparant les accélérateurs du futur ainsi que la découverte de hadrons exotiques appartenant au modèle standard : un quatuor de tétraquarks a été découvert au LHCb en juin 2016. Les particules mises en évidence dans la désintégration du méson B+ ont toutes la même composition en quarks (ccss) mais sont de masse différentes (note : le chiffre entre parenthèses indique la masse de la particule). Leurs spins et leurs parités ont pu être déterminées. Il s'agit de X(4140), dont la découverte avait été annoncée en 2009 par la collaboration CDF à l'accélérateur Tevatron du Fermilab (USA), puis confirmée par CDF et CMS au LHC et DØ au Tevatron, X(4274), X(4500) et X(4700).